# Milenci z Montparnassu
Milenci z Montparnassu (originální francouzský název Montparnasse 19 nebo Les Amants de Montparnasse) je francouzsko-italský životopisní film, který v roce 1958 natočil režisér Jacques Becker. Snímek popisuje poslední léta života malíře Amedea Modiglianiho, která strávil v Paříži.
Film původně režíroval Max Ophüls, po jeho náhlé smrti během natáčení film dokončil jeho přítel, režisér Jacques Becker.

## Děj
Malíř Amedeo Modigliani přichází do Paříže, kde žije nevázaný život umělce, nemá peníze, téměř pořád je opilý a bydlí u svého známého, básníka Léopolda Zborowskeho, který mu dovolil zřídit si v jeho domě ateliér. Jeho dosavadní milenka, novinářka Beatrice Hastingsová, je na jeho hrubosti, kterých se na ní v opilosti dopouští, zvyklá a snaží se přesto tento vztah zachovat, on ale propadne kráse Jeanne Hébuterneové, mladé dívky z pořádné rodiny, kterou náhodou potkává v kavárně. Jeanne mu přislíbí, že odejde od rodičů a přijde za ním, její otec tomu ale zabrání a svou dceru jednoduše zamkne v jejím pokoji. Když Modigliani vidí, že dívka nepřišla, těžce onemocní a musí ze zdravotních důvodů odjet do Nice, kde je teplejší podnebí.
Jeanne za ním později skutečně přijíždí a oba začnou žít společně. Zborowski mu pomáhá, snaží se jeho díla prodat a dokonce zařídí velkou výstavu jeho obrazů, která se zpočátku jeví jako velmi úspěšná, ale už následující den nemá o vystavená díla vůbec nikdo pražádný zájem. Zborowski i Jeanne jsou zklamáni a galerii navíc navštěvuje cynický obchodník s uměním Morel, který galeristovi bez obalu sděluje, že hodnota Modiglianiho obrazů stoupne až po jeho smrti, kterou by z tohoto důvodu možná bylo vhodné urychlit.
Po dalších osobních trápeních, krizi ve vztahu se Jeanne a několika nepochopitelně odmítnutých obchodech Modigliani skutečně umírá. Morel, který se o tom náhodou rychle dozvěděl, rychle pospíchá do jeho bytu a od Jeanne levně kupuje všechny jeho obrazy ještě předtím, než stoupne jejich cena.

## Obsazení
| Gérard Philipe  | Amedeo Modigliani                |
| Anouk Aimée     | Jeanne Hébuterneová              |
| Lili Palmer     | Béatrice Hastingsová             |
| Léo Padovani    | Rosalie                          |
| Gérard Séty     | Léopold Zborowski                |
| Lino Ventura    | obchodník Morel                  |
| Lila Kedrova    | Anna Zborowská, Zborowského choť |
| Arlette Poirier | Lulu                             |
| Pâquerette      | paní Solomonová                  |
| Marianne Oswald | Berthe Weil                      |
| Robert Ripa     | Marcel                           |